# Могошешть (Джурджу)
Могошешть, Могошешті (рум. Mogoșești) — село у повіті Джурджу в Румунії. Входить до складу комуни Адунацій-Копечень.
Село розташоване на відстані 22 км на південь від Бухареста, 39 км на північ від Джурджу.

## Населення
За даними перепису населення 2002 року у селі проживали 514 осіб, з них 512 осіб (99,6%) румунів. Рідною мовою 512 осіб (99,6%) назвали румунську.